# Яйця в гірчичному соусі
Яйця в гірчичному соусі (нім. Eier mit Senfsauce) — класична страва з курячих яєць в кухні Німеччини, а також сусідніх з нею країн. Рецепт імовірно походить з Північної Німеччини. Відрізняється простотою приготування.
Згідно з базовим рецептом яйця для цієї страви відварюють круто або пашот, розрізають в довжину навпіл та заправляють соусом на основі ру з додаванням середньогострої або гострої гірчиці, солі та перцю. Як правило, яйця в гірчичному соусі подають з відвареною картоплею, картопляним пюре або картоплею в мундирі.
Рецепт яєць в гірчичному соусі відомий як мінімум з початку XIX століття і згадується в «Практичній кулінарній книзі» Генрієтти Давідіс (1845) та «Бременській кулінарній книзі» Бетті Глейм (1843). Наразі рецепт яєць в гірчичному соусі часто фігурує як страва вегетаріанської кухні.